# WWE Raw
WWE Raw, poznat pod nazivom Monday Night Raw je televizijski program profesionalnog hrvanja koji se prijenosi uživo ponedjeljkom navečer u 20 sati po američkoj istočnom vremenskom zonom na USA Network u Sjedinjenim Američkim Državama. Emisija je debitirala 11. siječnja 1993. i od tada se smatra vodećim programom WWE-ja. 
Raw je u početku bio na USA Network, ali se potom u rujnu 2000. prebacio na TNN koji se potom u kolovozu 2003. počeo emitirati u novom obliku branda na Spike TV-u. 3. listopada Šport u 2005. Raw se vratio na USA Network gdje se emitira uživo do danas. Od travnja 2019., sve epizode ovog TV programa, koje su stare više od 30 dana su dostupne na are WWE Networku. 
Od prve epizode Raw se emitirao uživo iz 208 različitih stadiona u 171 gradova u 11 različitih država (kao što su Sjedinjene Američke Države, Kanada, Ujedinjeno Kraljevstvo, Afganistan u 2005., Iraku u 2006. i 2007., Južnoafrička Repiblika, Njemačka, Japan, Italija, i Meksiko).
Prateći 1000. epizodu 23. srpnja, 2012., Raw se počeo produžavati s dva sata na tri, kako je nekad bilo rezervirano za posebne epizode.

## Produkcija

### Glazbena tema
| Naslov pjesme            | Napisao i/ili nastupio s pjesmom | Datum uputrebe                                        | Izvori              |
| ------------------------ | -------------------------------- | ----------------------------------------------------- | ------------------- |
| "Monday Night Raw"       | Jim Johnston                     | 11. siječnja 1993. – 3. ožujka 1997.                  | [ 7 ] [ 8 ]         |
| "Raw"                    | Jim Johnston                     | 1993.–1995.                                           | [ 7 ] [ 9 ]         |
| "I Like It Raw"          | Jim Johnston                     | 1995                                                  | [ 7 ] [ 10 ]        |
| "The Beautiful People"   | Marilyn Manson                   | 10. ožujka 1997. – 24. ožujka 1997.                   | [ 7 ] [ 11 ]        |
| "Thorn in Your Eye"      | WWE Superstars & Slam Jam        | 31. ožujka 1997. – 25. ožujka 2002.                   | [ 7 ] [ 12 ] [ 13 ] |
| "We're All Together Now" | WWE Superstars & Slam Jam        | 31. ožujka 1997. – 25. ožujka 2002.                   | [ 7 ] [ 14 ]        |
| "Across the Nation"      | The Union Underground            | 1. travnja 2002. – 2. listopada 2006.                 | [ 7 ] [ 15 ]        |
| "...To Be Loved"         | Papa Roach                       | 9. listopada 2006. – 9. studenog, 2009.               | [ 7 ] [ 16 ] [ 17 ] |
| "Burn It to the Ground"  | Nickelback                       | 16. studenog 2009. – 16. srpnja 2012.                 | [ 7 ] [ 18 ] [ 19 ] |
| "Tonight Is the Night"   | Outasight                        | 23. srpnja 2012. (upotrebljeno samo za 1000. epizodu) | [ 7 ] [ 20 ] [ 21 ] |
| "The Night"              | Kromestatik                      | 23. srpnja 2012. – 11. kolovoza 2014.                 | [ 7 ] [ 22 ]        |
| "The Night" (2014 Remix) | CFO$                             | August 18, 2014 – July 18, 2016                       | [ 7 ] [ 23 ]        |
| "Enemies"                | Shinedown                        | 25. srpnja 2016. – 22. siječnja 2018.                 | [ 24 ]              |
| "Born for Greatness"1    | Papa Roach                       | 29. siječnja 2018. – danas                            |                     |
| Charge Up The Power2     | Goodbye June                     | 29. siječnja 2018. – danas                            |                     |

Notes
1. ^  Bold naslovi pjesama označavaju da se pjesma trenutno koristi kao tema emisije.

1. ^  Pjesma se koristi tijekom odbojnika

1. ^  I Like it Raw je trebala biti pjesma na WWF Full Metal pod Name Mean Streets (95)

## Posebne epizode
Premiere Episode
Raw Bowl
Raw Championship Friday
Royal Rumble Raw
Thursday Raw Thursday 
Raw Saturday Night
Raw is Owen
Raw is War
The Brand Extension Draft
Raw Roulette
Raw X Anniversary
Raw Roulette
2004. WWE Draft Lottery
Live $250,000 Raw Diva Search Casting Special
WWE Raw Homecoming
Eddie Guerrero Tribute Show
Tribute to the Troops
Raw Family Reunion
Tribute to the Troops
2007 WWE Draft
Chris Benoit Memorial
Raw 15th Anniversary
Tribute to the Troops
Raw Roulette
King of the Ring
2008 WWE Draft
Raw's 800th Episode Celebration
2008 Slammy Awards
2009 WWE Draft
The Three-For-All
Trump Raw
A Raw Thanksgiving
2009 Slammy Awards
Raw's 17th Birthday
Raw's WrestleMania Rewind
Monday Night SmackDown
2010 WWE Draft
Commercial-Free Raw
Viewer's Choice Raw
Raw's 900th Episode Celebration
Raw Roulette
Old School Raw
King of the Ring
2010 Slammy Awards
2011 WWE Draft
The Rock's Birthday Bash
WWE All Star Night
Power to the People
Raw Roulette
Raw Gets Rocked
2011 Slammy Awards
Raw Supershow Extreme
Raw 1000
Shawn Michaels Appreciation Night
2012 Slammy Awards
Raw Christmas Eve
Champions Choice Night
Raw 20th Anniversary
Raw Roulette
Old School Raw
Bret Hart Appreciation Night
Raw Country
2013 Slammy Awards
Raw Christmas
Old School Raw
Occupy Raw
The Ultimate Warrior Tribute Show
Raw 1100
Hulk Hogan Birthday Celebration Show
WWE Hall of Fame 2014 Forum
Raw 2014-15 Season Premiere
2014 Slammy Awards
Raw Christmas
New Year's Raw
John Cena Appreciation Night
Raw Reunion
Raw Special in Studio Show
2015 King of the Ring
Raw 2015-16 Season Premiere
2015 Slammy Awards
Raw's 23rd Birthday
Thank You, Daniel Bryan!
Raw 1200
Raw Halloween
Superstar Shake-up
Raw Christmas
Raw New Year's Day
Raw 25 Years
Superstar Shake-up
Raw 1300
Christmas Eve Raw
New Year's Eve Raw
Mean Gene Okerlund Tribute Show
Ric Flair Birthday Celebration Show
Superstar Shake-up

## Vanjske poveznice
- Službena stranica
- WWE Raw na Facebooku
- WWE Raw na IMDb-u
- WWE Raw na TV Guide-u
- WWE Raw  Arhivirana inačica izvorne stranice od 26. lipnja 2019. (Wayback Machine) na TV.com
- WWE Raw na USA Networku